# Mallonia patrizii
Mallonia patrizii es una especie de escarabajo longicornio del género Mallonia, tribu Neopachystolini, subfamilia Lamiinae. Fue descrita científicamente por Breuning en 1938.
La especie se mantiene activa durante los meses de abril y mayo.

## Descripción
Mide 21-23 milímetros de longitud.

## Distribución
Se distribuye por Etiopía y Somalia.